# Cartigny-l'Épinay
Cartigny-l'Épinay (kaʁ.ti.ɲi.l‿e.pi.nɛⓘ) es una población y comuna francesa, situada en la región de Baja Normandía, departamento de Calvados, en el distrito de Bayeux y cantón de Isigny-sur-Mer.

## Demografía
| 433 | 382 | 303 | 263 | 273 | 279 |
| Para los censos de 1962 a 1999 la población legal corresponde a la población sin duplicidades (Fuente: INSEE [Consultar]) |     |     |     |     |     |